# Munkedal (commune)
La commune de Munkedal est une commune suédoise du comté de Västra Götaland. Environ 10590 personnes y vivent (2020). Son chef-lieu se situe à Munkedal.

## Localités principales
- Dingle
- Hällevadsholm
- Hedekas
- Munkedal
- Torreby